# Alejandro Lozano
Alejandro Lozano Correu, né le 13 février 1974, est un joueur de football américain mexicain naturalisé français. Il mesure 1,82 m pour 105 kilos.

## Biographie
Il commence la pratique du football américain à l'âge de 7 ans au Mexique. Dans le cadre d'un échange scolaire, il rejoint en 1990 pour une année un lycée américain en Pennsylvanie (Bishop O'Reilly High School) où il fait partie des meilleurs joueurs. Il reçoit une offre de bourse sportive en vue d'intégrer l'université de Wichita State. Il la refuse tout comme l'offre d'une université de troisième division de Pennsylvanie. Il décide de revenir au Mexique où il est sélectionné en 1995 pour intégrer la Universidad de las Américas Puebla où il devient double champion du Mexique avec les Aztecas. En 1997, il joue aux Borregos de l'université de Mexico-Monterrey.
Il rejoint la France et cherche à continuer à jouer au football américain. Pour cela, il intègre en 2002 le Flash de la Courneuve. Étant considéré comme joueur étranger (mexicain) par les autorités fédérales, son temps de jeu est réduit. Il sera titulaire dès qu'il obtiendra sa naturalisation française.
Puissant, rapide, doté d'une très bonne lecture de jeu, il excelle au poste de Defensive End. Après 4 titres de champion de France Elite, il décide de signer aux Diables Rouges de Villepinte (Régional IDF) pour occuper le poste de coordinateur défensif/coach DL. Il redevient joueur en 2008 et 2009, tout en étant coach de position.
Il se retire provisoirement le 28/03/2010 à la suite d'une blessure contractée lors d'un match contre l'équipe des Gladiateurs de la Queue-en-Brie (victoire 13-06 des Diables Rouges).  
Il est de retour dans l'équipe du Flash Elite pour jouer la saison 2011/2012.

## Palmarès

### Individuel
- 4 fois champion de France Elite 2003, 2005, 2006 et 2007
- Finaliste de l'Eurobowl 2007
- 2 fois champion universitaire du Mexique 1995, 1996
- Champion Régional IDF 2009
- Finaliste Régional IDF 2008

### Autres
- Membre de l'équipe de France (2006-2007) (participation à la Coupe du Monde 2007 au Japon)
- Membre de l'équipe nationale du Mexique (1995-1999) (participation à la Coupe du Monde 1999 en Italie)